# Fontaines-d'Ozillac

Fontaines-d'Ozillac este o comună în departamentul Charente-Maritime, Franța. În 1 ianuarie 2022 avea o populație de 511 de locuitori.